# Boarmia cervina
Boarmia cervina är en fjärilsart som beskrevs av George Francis Hampson 1895. Boarmia cervina ingår i släktet Boarmia och familjen mätare. Inga underarter finns listade i Catalogue of Life.